# Ax-les-Thermes
Ax-les-Thermes is een gemeente in het Franse departement Ariège in de regio Occitanie. De plaats maakt deel uit van het arrondissement Foix. Ax-les-Thermes telde op 1 januari 2022 1.277 inwoners.
Het is een kuuroord. Koning Lodewijk IX stichtte hier een thermale badinrichting (Le bassin des Ladres) voor de behandeling van lepralijders die terugkwamen uit het Heilig Land.

## Geografie
De oppervlakte van Ax-les-Thermes bedroeg op 1 januari 2022 30,26 vierkante kilometer; de bevolkingsdichtheid was toen 42,2 inwoners per km².
De onderstaande kaart toont de ligging van Ax-les-Thermes met de belangrijkste infrastructuur en aangrenzende gemeenten.

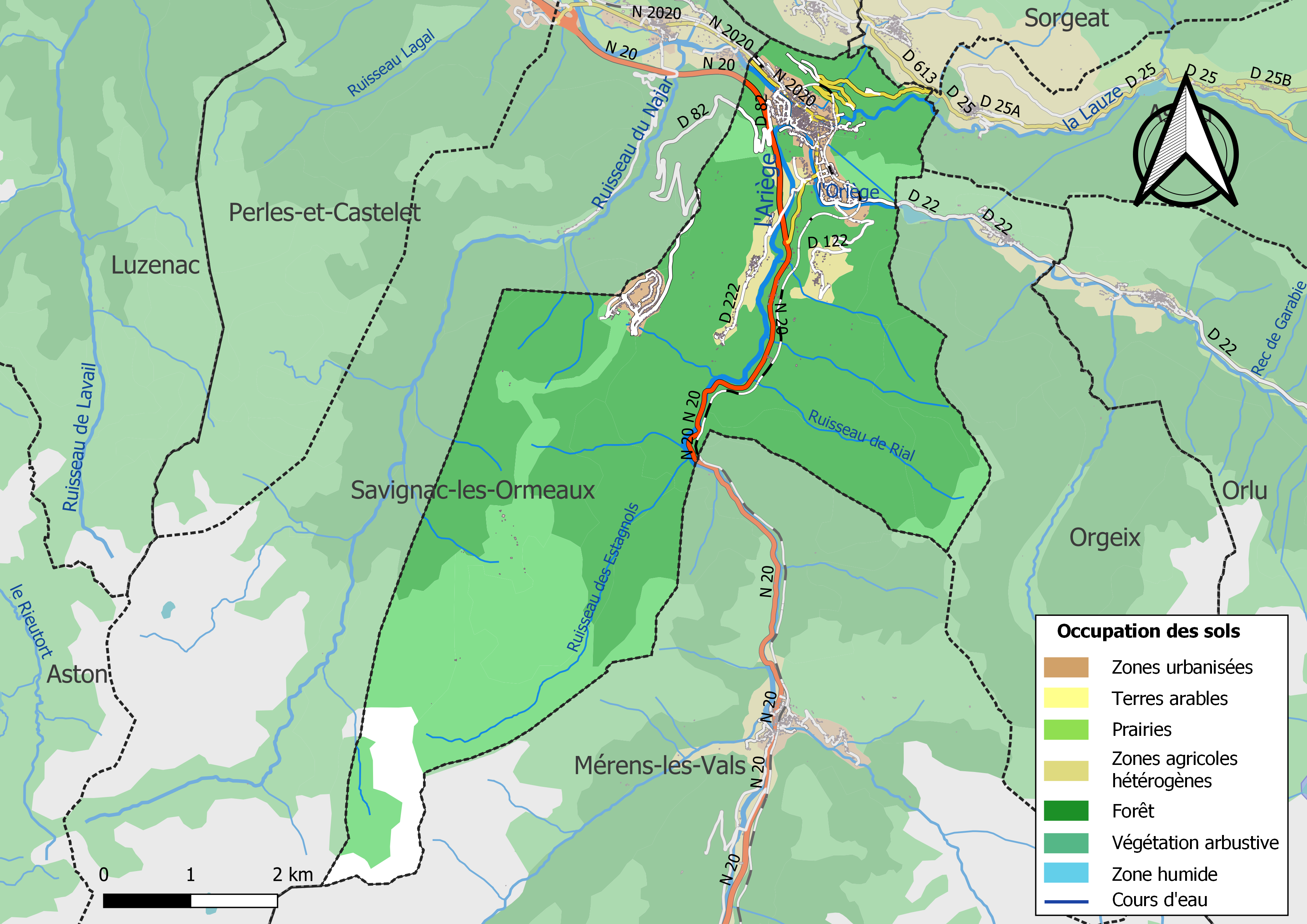

## Verkeer en vervoer
- Station Ax-les-Thermes

## Demografie
Onderstaande figuur toont het verloop van het inwonertal (bron: INSEE-tellingen).

Vanwege een beveiligingsprobleem met de MediaWiki Graph-software is het momenteel niet mogelijk deze grafiek weer te geven. Zodra de software is bijgewerkt zal de grafiek vanzelf weer zichtbaar worden.

## Sport
Ax-les-Thermes was zes keer etappeplaats in de wielerkoers Ronde van Frankrijk. De laatste keer was in 1965 toen de Belg Guido Reybrouck er won. Sindsdien lag nog wel vijf keer de eindstreep in Ax-3 Domaines. Dit wintersportgebied ligt in de gemeente Ax-les-Thermes.